# Михаило Миле Голубовић
Михаило Голубовић (Ниш, 1872 – Ниш, 31. јул 1936) српски је правник и боем, писац "Калчиних прича".
По образовању је био правник. Службовао је у Нишу, Пироту, Сурдулици, Власотинцу и Београду. Знао је неколико светских језика. Друговао је са обичним народом и нашим водећим интелектуалцима оног доба. Пошто се није женио ни заснивао породицу, живео је мераклијски и боемски, проводећи много времена на весељима и по кафанама.
Умео је лепо да прича и још боље да слуша, па је развио особен књижевни дар, који је показао у анегдотским причама о старом Нишу. Те приче су први пут објављене 1911. као фељтон „Записи из старог Ниша“ у "Политици" а затим и као књига "Калчине приче".
Написаја он - серсем да би серсем - к'ко је била слава на Живка јорганџију, а неје га турија Живко већем Ивко. Тој име Ивко слабо га има у нас Нишлије, тој су имики на некрстени, на сојтарије, на ајдам'ци... Бајагим смо три д'на седели у Живкову кућу, с'лте пили и јели, а понапоље не смо искачали. Од овуј л'ж има ли гу поголема? Куд може човек три д'на да не искочи понапоље? А куде је бљување, па моч.. ње, па онодење - па што смо ми - човеци ли смо илити па камиле? Тој може да бидне само ако је научија да га пушћа у панталоне, а бљување у џепови - т'г оће да је! И јоште ништо - нити сам ја бија на Живкову славу, нити ми је мен' тој требало, зашто сам ја сирома' човек, заначија а Живко је бија газда…— Калча о Стевану Сремцу